# Rio Avon (Bristol)

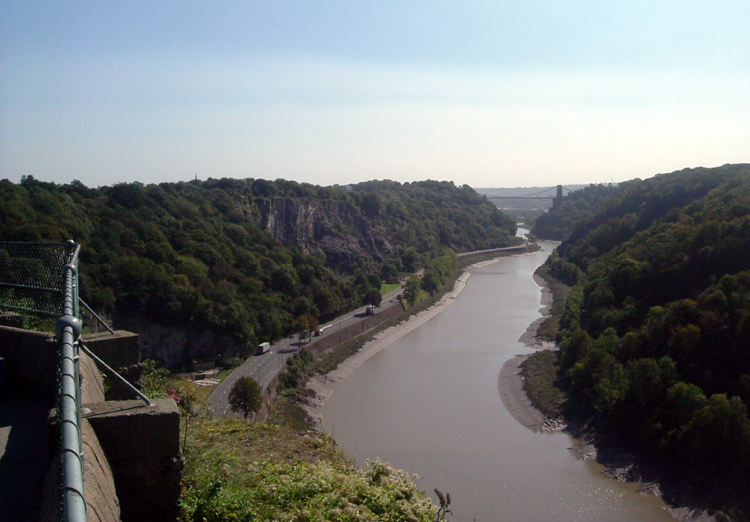
O Desfiladeiro Avon e a ponte suspensa Clifton

O rio Avon (em inglês:  Avon River) é um curso de água localizado no sudoeste da Inglaterra. Como existem diversos outros rios na Grã-Bretanha com o mesmo nome, o rio é por vezes chamado de Lower Avon ou Bristol Avon. O nome "Avon" é um cognato da palavra galesa afon, que significa "rio" e portanto, River Avon significa literalmente "Rio Rio".
O Avon nasce ao norte da vila de Acton Turville ao sul de Gloucestershire, dividindo-se em dois até se juntar novamente fluindo até Wiltshire. O rio é navegável na parte inferior de Bath até o estuário do rio Severn em Avonmouth, Bristol.
O Avon é o 19º rio mais longo do Reino Unido, com 121 km de extensão, mas como é um rio muito curvo, são apenas 31 km em linha reta entre a sua fonte e a foz no estuário do Severn.
O antigo condado de Avon, que existiu de 1974 a 1996, foi batizado em homenagem a este rio.